# Le Palais de l'archevêque à Lambeth
Le Palais de l'archevêque à Lambeth est la première toile exposée par Turner alors qu'il n'avait que 15 ans. Cette aquarelle représente Lambeth Palace, la résidence londonienne officielle de l’archevêque de Cantorbéry, avec à ses côtés le clocher de l'église St Mary de Lambeth tandis qu'à l’arrière-plan apparaît une partie du Westminster Bridge. Quant aux différents personnages peints par Turner nous pouvons distinguer, de droite à gauche, un batelier tirant son bateau, des enfants s'amusant avec un cerceau, une lavandière partant vers la Tamise, un dandy et une femme se promenant ensemble, deux personnes sur le côté d'un pub en train de discuter, et une charrette remontant la rue. Dans le même temps, l'arbre situé à la gauche du tableau et l'immeuble placé de l'autre côté de l'aquarelle permettent de guider le regard du spectateur et d'encadrer la toile.  
Turner a probablement décidé de peindre ces bâtiments, placés selon un angle différent, afin de mettre en avant son savoir-faire en matière de perspective. Encore académique, la toile insiste plus sur la précision de sa perspective que sur son atmosphère bien que Turner ait beaucoup misé sur le jeu entre l'ombre et la lumière afin de montrer sa maîtrise des reflets et des nuances. On reconnait l’influence du peintre anglais Thomas Malton le Jeune, que Turner avait un temps côtoyé, dans la forme et la couleur des nuages mais aussi dans l'importance conférée aux personnages du premier plan qui donnent l'échelle du tableau.